# Омі (титул)
Омі (яп. 臣, おみ, омі, «домашній слуга») — спадковий титул голів могутніх аристократичних родів японської держави Ямато. За своїм ступенем дорівнював титулу мурадзі. 
Аристократи з титулом омі мали право бути при дворі (домі) яматоського монарха окімі. Останній надавав найвпливовішому омі титул «великого омі» — о-омі, який ставав головним радником суверена і брав безпосередню участь в управлінні державою.